# Стефані Кук
Стефані Кук  (англ. Stephanie Cook, 7 лютого 1972) — британська сучасна п'ятиборка, олімпійська чемпіонка.

## Виступи на Олімпіадах
| Олімпіада   | Дисципліна | Місце |
| ----------- | ---------- | ----- |
| Сідней 2000 | особисті   | 1     |